# ブンガワンソロ
『ブンガワンソロ』は、1951年制作の日本映画。市川崑が新東宝で撮った最後の作品（この後、東宝に復帰した）。
太平洋戦争終結前夜のインドネシア・ジャワ島を舞台に、日本軍の脱走兵と彼に恋心を抱く村の娘の悲恋を描く。日本映画技術賞特殊技術賞（新東宝特殊技術スタッフに対して）。昭和26年度藝術祭参加作品。

## あらすじ
太平洋戦争終結前夜の1945年8月、ジャワ島のジャングル奥深くにある村に3人の日本軍の脱走兵、深見・武・野呂が逃げ込んでくる。野呂はマラリアに感染していたため、3人はスヘルマン家に匿われる。
スヘルマンの娘サリヤは日本兵を嫌っていたが、彼らの世話をするうちに深見に恋心を抱くようになる。ある日、3人が村を出ようとしたとき、深見が突然、村に残ると言い出す。深見もまた、サリヤに恋心を抱いていたのだ。その時、小田切という足を負傷した日本軍の軍曹が村に流れて来た。3人を連行しようとした小田切だったが、スヘルマンが祭の酒席に誘い、酔っているうちに意気投合。だが、武は不慮の事故に遭う。そこに3人の脱走兵を追った憲兵が村に現れた。
サリヤは市場へ行くふりをして、マラリアに感染した深見を馬車に乗せてこっそりと連れ出す。

## スタッフ
- 製作：佐藤一郎
- 原作：金貝省三
- 脚本：和田夏十
- 監督：市川崑
- 撮影：横山実
- 照明：石井長四郎
- 美術：河野鷹思
- 録音：根岸壽夫
- 編集：長田信
- 音楽：飯田信夫
- 主題歌＜ブンガワンソロ＞編曲：飯田信夫
- 主題歌＜ブンガワンソロ＞唄：久慈あさみ
- 挿入歌＜火の花匂う夜＞作詞：佐伯孝夫
- 挿入歌＜火の花匂う夜＞作曲・編曲：飯田信夫
- 挿入歌＜火の花匂う夜＞唄：久慈あさみ（ビクターレコード）
- 特殊技術：上村貞夫、天羽四郎
- マレー語指導：廣瀬道家
- 振付：三橋蓮子
- 助監督：須崎勝彌
- 製作補：岡本良助

## キャスト
- 深見伍長：池部良
- 武上等兵：森繁久彌
- 野呂上等兵：伊藤雄之助
- サリヤ・スヘルマン：久慈あさみ
- カルティニ・スヘルマン（サリヤの妹）：若山セツ子
- スヘルマン（サリヤの父）：小沢栄
- アイシャ・スヘルマン（スヘルマンの妻）：高橋豊子
- 小田切軍曹：藤田進
- 参謀少佐：田崎潤
- 参謀中尉：岡龍二
- 憲兵曹長：山形勲
- 憲兵上等兵A：中原謙二
- 憲兵上等兵B：沢村昌之助
- 憲兵上等兵C：水城四郎
- カシム：山川朔太郎
- スマルト：和田潜
- 村の女：村上美代子

## 逸話
監督に市川崑の名が記載されているが、劇中の半分以上は別の人物が演出しており、市川が後年に本作を語った時も、誰が演出したかについては一切明かさなかった（但し監督としてキャリアがある人物であることは市川も認めている）という曰く付きの作品である。製作当時、市川は話の設定がインドネシアのジャワ島であることを考慮して、ロケ撮影では強い日差しが入る演出の必要性を感じていたが、新東宝に海外ロケの予算はなく、国内のオープンセットで撮影を行っていたが日照不足で撮影が捗らず。スケジュールに遅れが生じたことで、新東宝に封切りの延期を求めるよう交渉している最中に、スケジュールの延滞に加えて封切り日を繰り上げたい新東宝側が、「市川が撮影を放棄した」と一方的に判断して別の人物に撮影させ、編集も無断で行って完成させてしまった。市川は監督協会に訴えたうえで新東宝に監督のクレジットを外すよう要望したが「監督のタイトルのない映画は公開できない」と認められず、結局は本作を生涯鑑賞することなく（代わりに妻である和田夏十が試写に参加した）、東宝へ移籍することになるが、本作の一件が直接の原因ではなく、藤本真澄に誘われる等、複数の要因が重なっての移籍であったと、後年証言している。
久慈あさみが全速で馬車を駆るシーンを御殿場で撮影中、馬が暴走し右足に「二寸五分の裂傷で骨が欠けるほどの」重傷を負うたので撮影は中断され、封切り予定日に大幅な狂いが出た。この事も市川昆と新東宝の軋轢の原因のひとつと成っている。
スヘルマン一家を演じた久慈あさみ、若山セツ子、小沢栄、高橋豊子は、専門家の指導のもと、全編マレー語のみで演じ、すべての台詞に字幕スーパーが表記されている。
DVDパッケージや日本映画データベースでは上映時間が92分と表記されているが、各媒体の収録時間は約84分。東京国立近代美術館フィルムセンター所蔵プリントも84分。よって上映時間は84分である。
公開当時、主題歌である『ブンガワンソロ』は作者不詳で、クレジット表記がされていなかったが、現在ではインドネシアのグサン・マルトハルトノの作詞作曲であることが判明している。